# يوكي ساكا
يوكي ساكا (坂井 優紀) (مواليد 10 يناير 1989)، هي لاعبة كرة قدم كانت تلعب كمدافع. ولعبت مع منتخب اليابان لكرة القدم للسيدات.

## وصلات خارجية
- يوكي ساكا على موقع الاتحاد الدولي (مؤرشف)  (الإنجليزية)
- يوكي ساكا على موقع قاعدة بيانات كرة القدم.إي يو (الإنجليزية)
- يوكي ساكا على موقع Soccerway.com (الإنجليزية)
- يوكي ساكا على موقع عالم كرة القدم.نت (الإنجليزية)